# 패러매타 스타디움

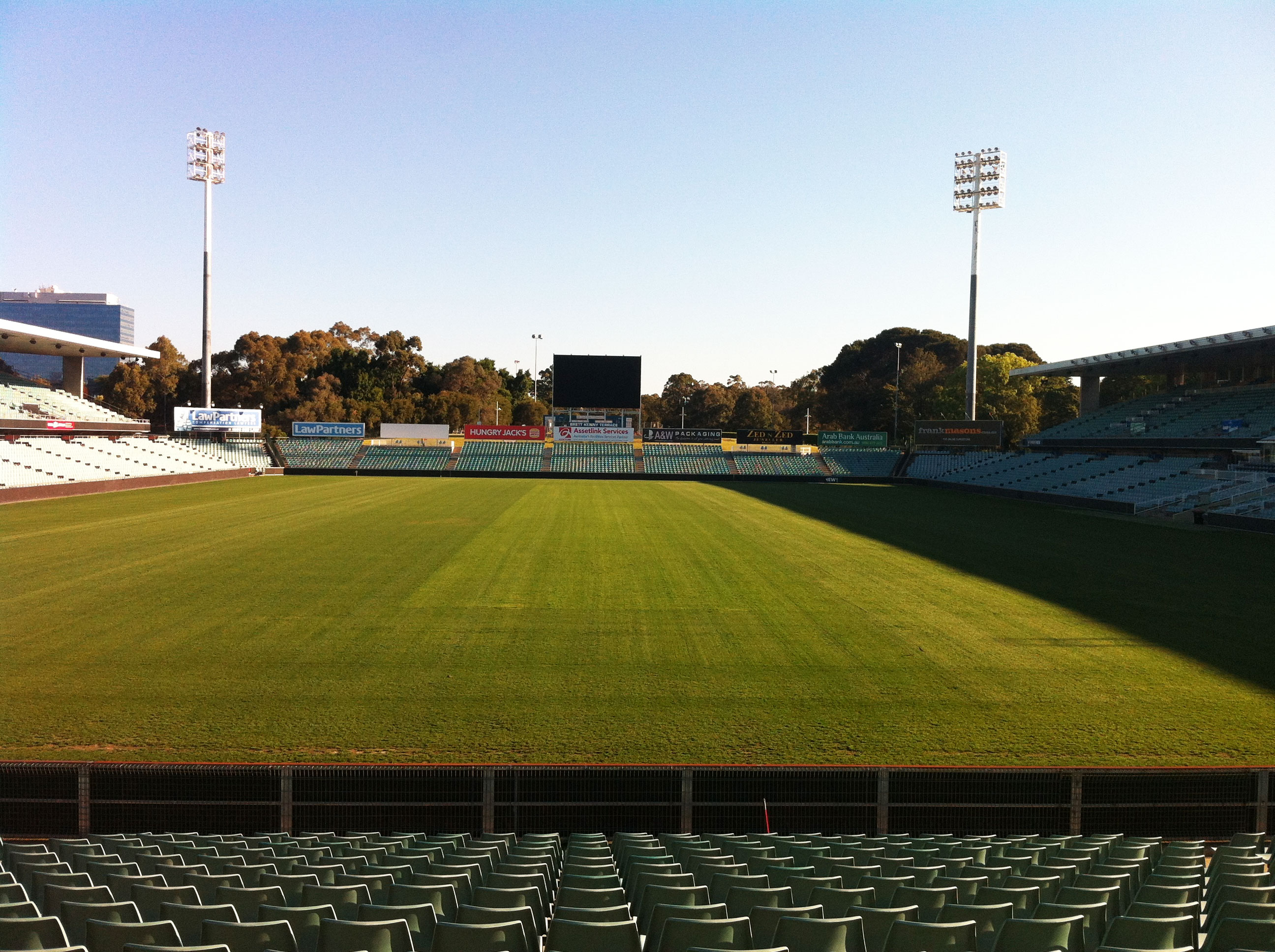

패러매타 퍼텍 스타디움(Parramatta Pirtek Stadium)은 웨스턴 시드니 원더러스의 홈구장이다